# Sikensi
Sikensi è una città, sottoprefettura e comune della Costa d'Avorio, situata nella regione di Agnéby-Tiassa. È capoluogo dell'omonimo dipartimento e conta una popolazione di 57 559 abitanti (censimento 2014).